# Nothodoritis
Nothodoritis é um género botânico pertencente à família das orquídeas (Orchidaceae).